# LaFayette (Kentucky)
LaFayette é uma cidade localizada no estado americano de Kentucky, no Condado de Christian.

## Demografia
Segundo o censo americano de 2000, a sua população era de 193 habitantes.
Em 2006, foi estimada uma população de 175, um decréscimo de 18 (-9.3%).

## Geografia
De acordo com o United States Census Bureau tem uma área de
0,7 km², dos quais 0,7 km² cobertos por terra e 0,0 km² cobertos por água.

## Localidades na vizinhança
O diagrama seguinte representa as localidades num raio de 28 km ao redor de LaFayette.